# Ussana
Ussana ist eine italienische Gemeinde (comune) mit 4017 Einwohnern (Stand 31. Dezember 2023) in der Metropolitanstadt Cagliari auf Sardinien. Die Gemeinde liegt etwa 20 Kilometer nördlich von Cagliari.

## Geschichte
Die Ortschaft Ussana wird erstmals unter ihrem alten Namen Ossana 1346 urkundlich erwähnt.

## Verkehr
Durch die Gemeinde führen die Strada Statale 466 di Sibiola und die Strada Statale 128 Centrale Sarda.